# Casa Salas Ricomà
La Casa Salas Ricomà es un monumento del municipio de Tarragona protegido como bien cultural de interés local. El arquitecto tarraconense Ramón Salas Ricomá diseñó para su propia vivienda una de las casas más singulares de la Rambla Nueva el 1907. Destaca por el uso de piedra de llisós, muy trabajada, y por la decoración modernista con elementos propios de la arquitectura de época medieval.

## Descripción
Edificio entre medianeras, que hace esquina, con semisótano, entresuelo, tres pisos, y tribuna en el chaflán, de estilo modernista con tratamiento neogótico.
Es uno de los edificios de mayor calidad de Tarragona y de los más característicos de la Rambla. Totalmente hecho con piedra natural y trabajada, está muy proporcionado tanto en la alternancia entre las ventanas y el macizo, como por su singular figura de aire barroco —con cancelas, dinteles e imposta plateresca—.
Hay que destacar el hierro forjado de estilo modernista en las barandillas de los balcones.
La crestería también es modernista.

## Historia
No ha cambiado la función para la que fue construido, si bien en la actualidad están instaladas en el lugar que anteriormente habían sido dos delegaciones ministeriales.